# Runnorska
Runnorska är den första perioden av det fornnorska språkets historia som följde skiftet från urnordiska till fornvästnordiska och varade från omkring 600-talet till 1000-talet. Särskiljning mellan fornväst- och fornöstnordiska kan redan dras vid 600-talet medan senare förgrening till fornisländska och den följande äldre fornnorskan sker kring 1000-talet.
Namnet är en analog till rundanska och runsvenska och kommer av att majoriteten av det skriftliga materialet från perioden är belagd med runskrift.

## Jämför
- Rundanska
- Runsvenska